# Amniopunkcja
Amniopunkcja (amniocenteza) – inwazyjna metoda diagnostyczna polegająca na nakłuciu igłą jamy owodni. Z reguły wykonywana jest pod kontrolą ultrasonografii. Wykonuje się amniopunkcję późną (między 15. a 20. tygodniem) i amniopunkcję wczesną (przed ukończonym 14. tygodniem).
Amniopunkcja może być wykonana w celu diagnostyki prenatalnej, pobierana jest wtedy próbka płynu owodniowego do badań biochemicznych i cytologicznych.
Amniopunkcja ze wskazań terapeutycznych ma na celu upuszczenie nadmiaru płynu owodniowego w wielowodziu lub jego dopełnienie w małowodziu.

## Wskazania
Wskazania do amniocentezy diagnostycznej (według Troszyńskiego):
- wiek matki powyżej 35 lat lub wiek ojca powyżej 55 lat
- urodzenie dziecka z trisomią 21 lub innymi zaburzeniami chromosomalnymi
- urodzenie dziecka z wadą cewy nerwowej lub wady cewy nerwowej w rodzinie
- urodzenie dziecka z wadą ośrodkowego układu nerwowego
- urodzenie dziecka z chorobą metaboliczną

## Powikłania
Możliwe powikłania amniopunkcji:
- uszkodzenie łożyska lub pępowiny
- nakłucie narządów płodu
- infekcja wewnątrzmaciczna
- przedwczesne pęknięcie błon płodowych